# 루마니아의 국장

루마니아의 국장

루마니아의 국장은 1992년 9월 10일에 루마니아 의회를 통해 제정되었으며 현재의 국장은 2016년 7월 11일에 수정되었다. 국장의 원형은 1922년부터 1947년까지 사용되었던 루마니아 왕국의 소형 국장이다.
2016년 2월 16일에는 루마니아 원로원(루마니아 상원)이, 2016년 6월 8일에는 루마니아 대의원(루마니아 하원)이 은색 왕관이 들어간 루마니아의 국장 수정안이 포함된 법률을 통과시켰다. 이 법률에 따르면 수정되기 이전의 국장은 이행 기간인 2018년 12월 31일까지 사용할 수 있다고 명시되어 있다.

## 구성
파란색 방패 안에는 빨간색 발톱과 부리를 가진 노란색 독수리가 그려져 있으며 독수리의 머리 위에는 은색 왕관이 씌워져 있다. 독수리의 부리에는 금색 십자가를 물고 있고 왼쪽 발톱에는 칼을, 오른쪽 발톱에는 철퇴를 잡고 있다. 파란색과 노란색, 빨간색은 루마니아의 국기를 구성하는 색이다. 방패 가운데에는 루마니아를 구성하는 다섯 개의 역사적인 지역을 상징하는 문양이 그려진 작은 방패가 그려져 있다.
방패 왼쪽 상단에는 왈라키아(금색 독수리 문양), 오른쪽 상단에는 몰다비아(오록스 문양)를 상징하는 문양이 그려져 있으며 왼쪽 하단에는 올테니아와 바나트(사자와 다리 문양), 가운데 하단에는 도브루자(두 마리의 돌고래 문양), 오른쪽 하단에는 트란실바니아를 상징하는 문양(검은색 독수리와 일곱 개의 성, 태양과 달 문양)이 그려져 있다.

## 역대 루마니아의 국장

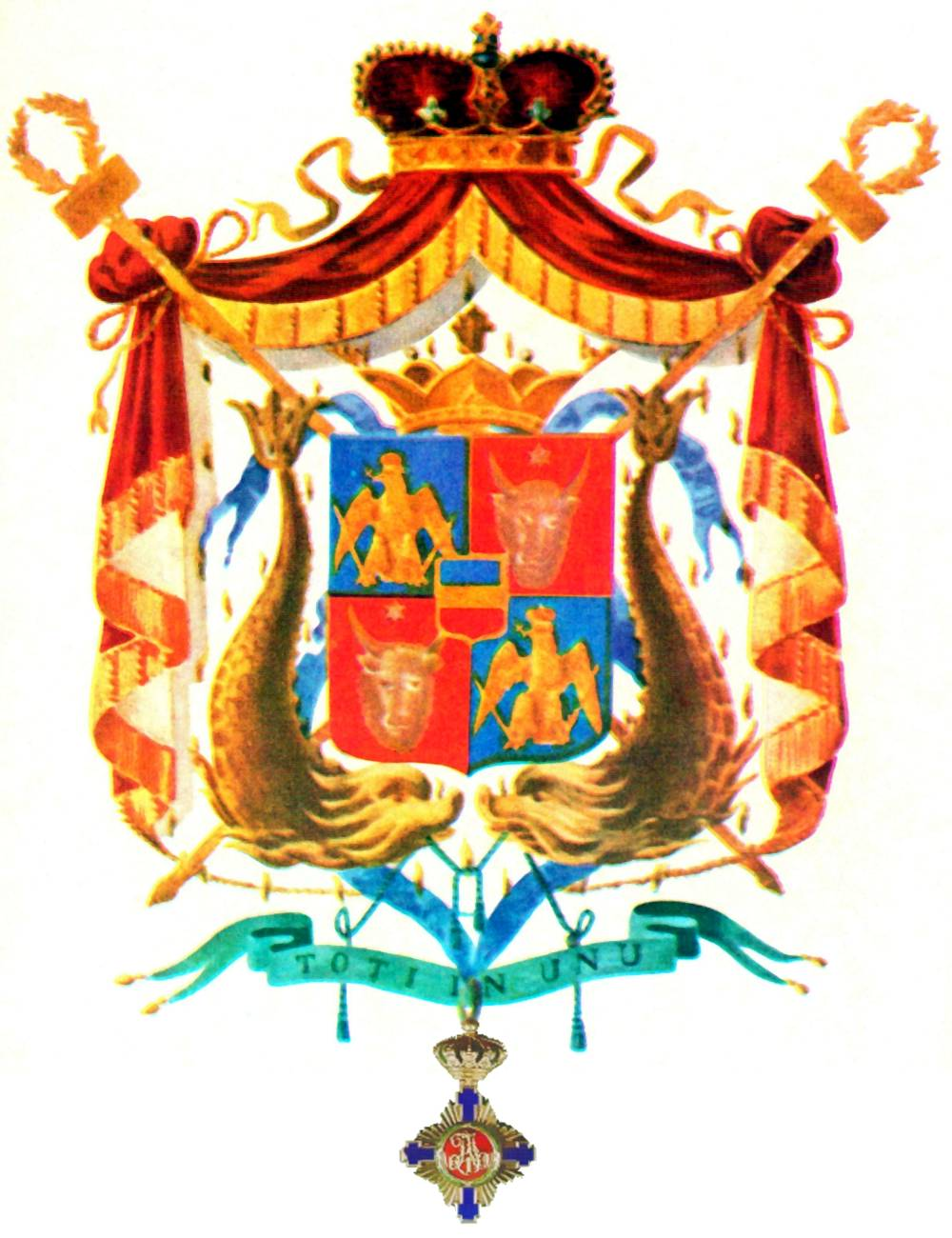
루마니아의 비공식 문장 (1864년 ~ 1866년)
몰다비아 왈라키아 연합공국의 국장 (1867년 ~ 1872년)
몰다비아 왈라키아 연합공국의 국장 (1872년 ~ 1881년)
루마니아 왕국의 국장 (1881년 ~ 1922년)
루마니아 왕국의 대형 국장 (1922년 ~ 1947년)
루마니아 왕국의 중형 국장 (1922년 ~ 1947년)
루마니아 왕국의 소형 국장 (1922년 ~ 1947년)
루마니아 인민 공화국의 국장 (1948년 1월 ~ 1948년 3월)
루마니아 인민 공화국의 국장 (1948년 3월 ~ 1952년)
루마니아 인민 공화국의 국장 (1952년 ~ 1965년)
루마니아 사회주의 공화국의 국장 (1965년 ~ 1989년)
루마니아의 국장 (1992년 ~ 2016년)

## 같이 보기
- 몰도바의 국장